# Fédération française de lutte et disciplines associées
La Fédération Française de Lutte et Disciplines Associées (FFLDA) est une fédération sportive qui a pour but de promouvoir la pratique de la lutte et des disciplines associées composées du sambo, grappling et gouren. 

## Historique
La fédération a été créée le 13 mars 1913.
En avril 1942, la nouvelle section de judo-jitsu de la fédération française de lutte est créée avant de devenir une fédération française de judo autonome en 1946. 
Le comité directeur fédéral est élu pour une olympiade. A l'AG organisée fin 2024, Lise Legrand succède à Lionel Lacaze.